# Серменьо, Хенаро
Хена́ро Анто́нио Серме́ньо Киха́да (исп. Genaro Antonio Sermeño Quijada; 28 ноября 1948, El Congo, Санта-Ана — 23 декабря 2022, Санта-Ана) — сальвадорский футболист и футбольный тренер, играл на позиции полузащитника. Участник чемпионата мира 1970 года.

## Биография

### Клубная карьера
Серменьо большую часть футбольной карьеры играл за ФАС, сыграв за эту команду восемь сезонов и забил 29 голов. В составе этой команды в 1977 году Серменьо выиграл чемпионский титул.
В 1977 году Серменьо перешёл в клуб «Хувентуд Олимпика», в котором был три сезона, но играл на правах аренды за «Сонсонате» и «Атлетико Марте».

### Карьера в сборной
В составе сборной Сальвадора принимал участие на чемпионате мира 1970 года, где сыграл в двух матчах группового этапа со сборными Бельгии (0:3) и СССР (0:2).

### Карьера тренера
Работал главным тренером «Хувентуд Олимпика» (1999) и «Онсе Лобос» (2005).

### Смерть
Скончался 23 декабря 2022 года в Санта-Ане в возрасте 74 лет после тяжелой непродолжительной болезни.

## Достижения
ФАС
- Чемпион Сальвадора (1): 1977